# Schaltplan
Ein Schaltplan, auch Schaltbild, Schaltskizze oder Schaltungsschema, ist eine nur in der Elektronik gebräuchliche grafische Darstellung einer Schaltung. Sie berücksichtigt nicht wie z. B. eine Leiterplatte die reale Gestalt und Anordnung der Bauelemente, sondern ist eine abstrahierte Darstellung der Funktionen in Form definierter Symbole für die einzelnen Bauelemente und deren elektrische Verschaltung. Damit verwandt ist der im Bereich der Elektrotechnik und der Elektroinstallationstechnik verwendete Stromlaufplan.

Schaltplan eines Operationsverstärkers

Neben der allgemein informativen Darstellung dient ein Schaltplan auch u. a. folgenden Zwecken:
1. Als Vorstufe zum Layoutentwurf von Leiterplatten. Die auf einer Leiterplatte untergebrachten Bauelemente und deren Verschaltung werden zunächst im Schaltplan gezeichnet und daraus so genannte Netzlisten für das Layout erstellt. Diesem Zweck dienen CAD-Programme wie KiCad.
2. In modifizierter Form auch als Vorstufe zum Entwurf von meist einfachen integrierten Schaltungen. Bei komplexen integrierten Schaltungen sind grafische Darstellungen zu großflächig und unübersichtlich. Die Modellierung komplexer integrierter Schaltungen erfolgt dementsprechend mittels Hardwarebeschreibungssprachen.
3. Als Eingabe in eine Schaltungssimulation, um eine bestimmte Funktion vor der konkreten Realisierung zu überprüfen oder um Parameter der Bauelemente zu optimieren und an bestimmte Anforderungen anzupassen. Ein Programm für diesen Einsatz ist beispielsweise PSpice.

## Allgemeines

Linienkreuzungen in Schaltplänen:
Spalte a: Feste leitende Verbindungen
Spalte b: Kontaktlose Begegnungen
Zeile 1: Frühere, überholte Darstellung
Zeile 2: Aktuell gültige Darstellung
Zeile 3: Abzweigungen (statt Kreuzung)

In Schaltplänen werden meist genormte Schaltzeichen verwendet, allerdings nicht durchgehend. Die grafischen Symbole sind unter anderem in der international vereinbarten Norm IEC 60617 festgelegt, die vor allem in Europa Verwendung findet. Im nordamerikanischen Raum sind Darstellungsformen nach dem ANSI-Standard Y32 (IEEE Standard 315) üblich. Ein typisches unterschiedlich dargestelltes Symbol ist beispielsweise der elektrische Widerstand, der nach IEC-Norm als ein Rechteck und nach ANSI-Norm als eine Zickzack-Linie dargestellt wird.
Linien kennzeichnen in Schaltplänen leitende Verbindungen zwischen Bauelementen. Bei sich kreuzenden Linien ist zu unterscheiden, ob die Verbindungen miteinander in Kontakt kommen, oder ob sie sich nur auf dem Papier begegnen und in der Schaltung berührungslos bleiben. In nebenstehendem Bild wird dies weiter erläutert.
Bei Bauelementen kommt bei Bedarf ein Bezeichnungssystem hinzu, bei dem jedes Bauelement eine eindeutige Bezeichnung (engl. reference designator) erhält. Diese Daten sind unter anderem für die Erstellung der Stückliste und Bestückungspläne im Rahmen der Fertigung nötig.
Schaltpläne in elektronischer Form enthalten oft neben der grafischen Darstellung weitere nicht grafisch dargestellte Informationen in Form von Parametern und Attributen. Diese können elektrische Parameter der Verbindungsleitungen zwischen den Bauelementen beschreiben, beispielsweise minimale oder maximale Leiterbahnstärken auf der Leiterplatte und deren Abstände zueinander oder bestimmte Leitungswellenwiderstände. Bei den einzelnen Bauelementen können im Schaltplan auch konkrete Herstellerbezeichnungen, Bestellnummern oder Lagernummern hinterlegt sein.
Die aus dem Schaltplan abgeleitete Leiterplatte wird im Rahmen der Fertigung und Einsatz in verschiedenen elektronischen Geräten oft in mehreren Varianten bestückt. Welche Bauelemente pro Variante zu bestücken sind, ist auch eine Information, die üblicherweise im Schaltplan verzeichnet wird.
Soll der Inhalt des Schaltplanes simuliert werden, so enthält der Schaltplan spezielle Informationen über die Art der Simulation.

## Normen
- Norm IEC 60617, identisch mit DIN EN 60617 und zu British Standards BS 3939
- Norm ANSI Y32, identisch mit IEEE Standard 315